# Lugnano in Teverina
Lugnano in Teverina é uma comuna italiana da região da Umbria, província de Terni, com cerca de 1.606 habitantes. Estende-se por uma área de 29 km², tendo uma densidade populacional de 55 hab/km². Faz fronteira com Alviano, Amelia, Attigliano, Graffignano (VT).
Pertence à rede das Aldeias mais bonitas de Itália.

## Demografia
| Variação demográfica do município entre 1861 e 2011                               |
|                                                                                   |
| Fonte: Istituto Nazionale di Statistica (ISTAT) - Elaboração gráfica da Wikipedia |